# Oratostylum crenum
Oratostylum crenum är en tvåvingeart som beskrevs av Dikow och Jason Gilbert Hayden Londt 2000. Oratostylum crenum ingår i släktet Oratostylum och familjen rovflugor. Inga underarter finns listade i Catalogue of Life.